# Incidente d'ottobre
L'incidente di ottobre (十月事件?, Jūgatsu Jiken), noto anche come incidente dei colori imperiali (錦旗革命事件?, Kinki Kakumei Jiken), fu un colpo di stato fallito in Giappone il 21 ottobre 1931, lanciato dalla società segreta Sakurakai all'interno dell'Esercito imperiale giapponese, aiutata da gruppi civili ultranazionalisti.

## Storia
Non essendo riuscito a sostituire il governo con una dittatura militare totalitaria nel fallito colpo di stato dell'incidente di marzo del marzo 1931, il tenente colonnello Kingoro Hashimoto del Sakurakai e dei suoi sostenitori civili ultranazionalisti, tra cui Shūmei Ōkawa, decisero di riprovare nell'ottobre 1931.
Subito dopo l'invasione giapponese della Manciuria da parte dell'Armata del Kwantung, senza previa autorizzazione dell'Ufficio di Stato Maggiore dell'Esercito Imperiale Giapponese e nonostante le continue obiezioni del governo civile giapponese, il Capitano Isamu Chō tornò segretamente in Giappone (senza ordini) dalla Cina settentrionale per guidare il complotto per "impedire al governo di sperperare i frutti della nostra vittoria in Manciuria". Riuscì a reclutare il supporto di 120 membri del Sakurakai, dieci compagnie di truppe delle Guardie Imperiali e dieci aerei bombardieri della Marina imperiale giapponese.
Gli elementi principali della trama includevano:
- Statisti e funzionari chiave come il primo ministro Wakatsuki Reijirō, il gran ciambellano Saitō Makoto, il principe Saionji Kinmochi, il lord del sigilo Makino Nobuaki ed il ministro degli Esteri Kijūrō Shidehara dovevano essere assassinati.
- Il Palazzo Imperiale, il Dipartimento della Polizia metropolitana di Tokyo ed altri importanti edifici governativi dovevano essere conquistati dalle truppe fedeli al Sakurakai
- Sarebbe dovuto formarsi un nuovo governo sotto gli auspici del gen. Sadao Araki, capo della radicale Kōdōha. Il nuovo governo avrebbe vietato i partiti politici e consolidato le recenti conquiste territoriali del Giappone in Manciuria.
- L'Imperatore sarebbe stato costretto ad accettare questa restaurazione Shōwa anche se sotto minaccia di violenza.[1]

Tuttavia, gli elementi più giovani all'interno della cospirazione arrivarono a dubitare dei loro leader e si separarono dal complotto. Inoltre, ci furono fughe di notizie che raggiunsero il ministro della Guerra, il gen. Jirō Minami. Egli chiese al gen. Sadao Araki di pacificare i malcontenti. Araki quindi tentò di ragionare con Hashimoto e Chō, ma essi si rifiutarono di abbandonare il loro piano e Araki li fece arrestare dalla Kempeitai - polizia militare - il 17 ottobre 1931.
Le punizioni per questo fallito colpo di stato furono ancora più miti rispetto al precedente incidente di marzo, poiché il generale Minami scusò pubblicamente il complotto definendolo semplicemente un eccesso di zelo patriottico. Hashimoto venne condannato a 20 giorni di arresti domiciliari, Chō a 10 giorni e gli altri capobanda vennero semplicemente trasferiti.

## Conseguenze
L'incidente di ottobre, noto anche come "incidente dei colori imperiali", si concluse quindi con un apparente fallimento e portò allo scioglimento del Sakurakai. Tuttavia, la leggerezza delle punizioni ha solo incoraggiato ulteriori tentativi di intervento militare nel governo, accumulati con l'incidente del 26 febbraio del 1936.